# Umschlagplatz

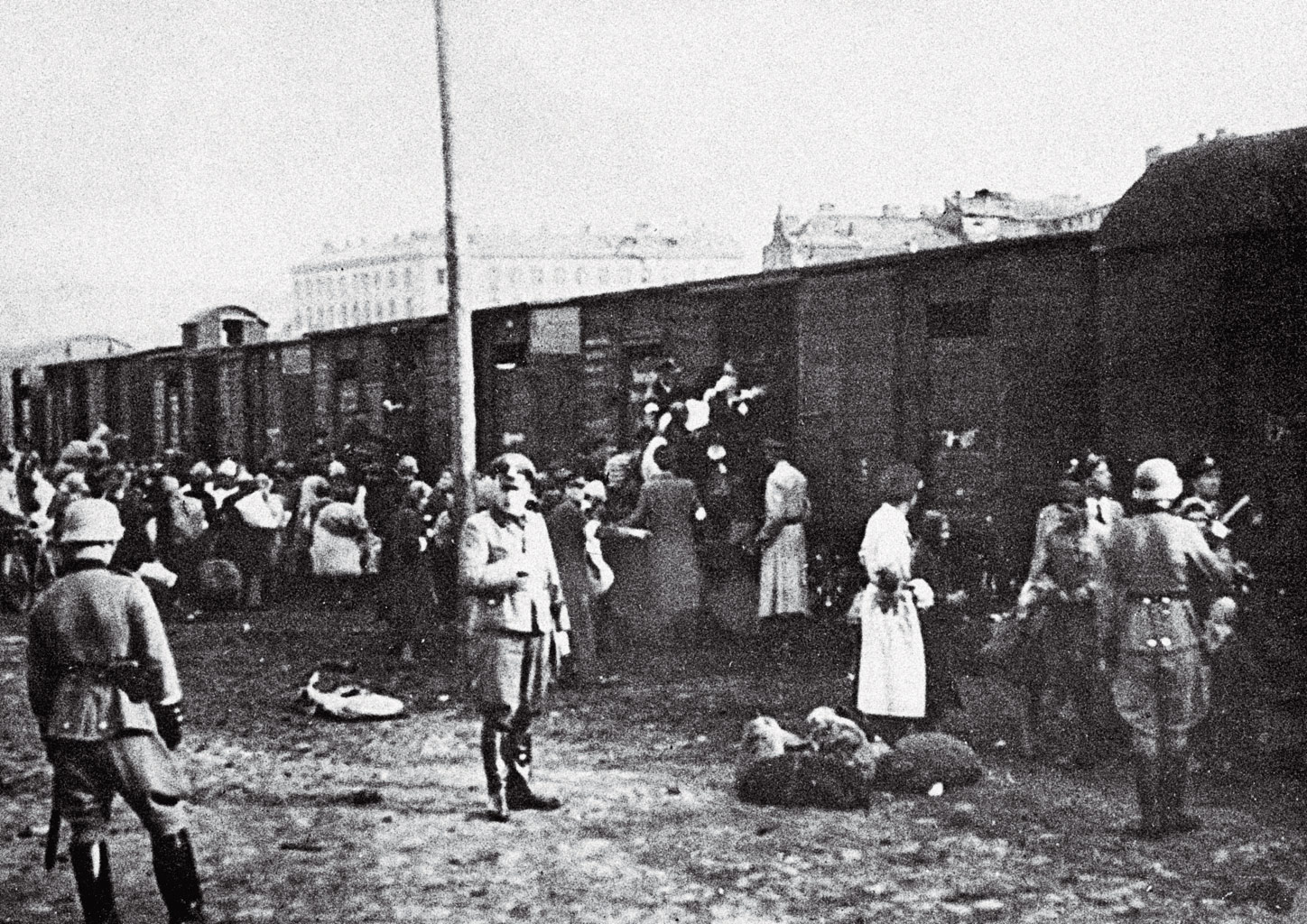
Formation d'un convoi de déportation sur l'Umschlagplatz (source : United States Holocaust Memorial Museum).

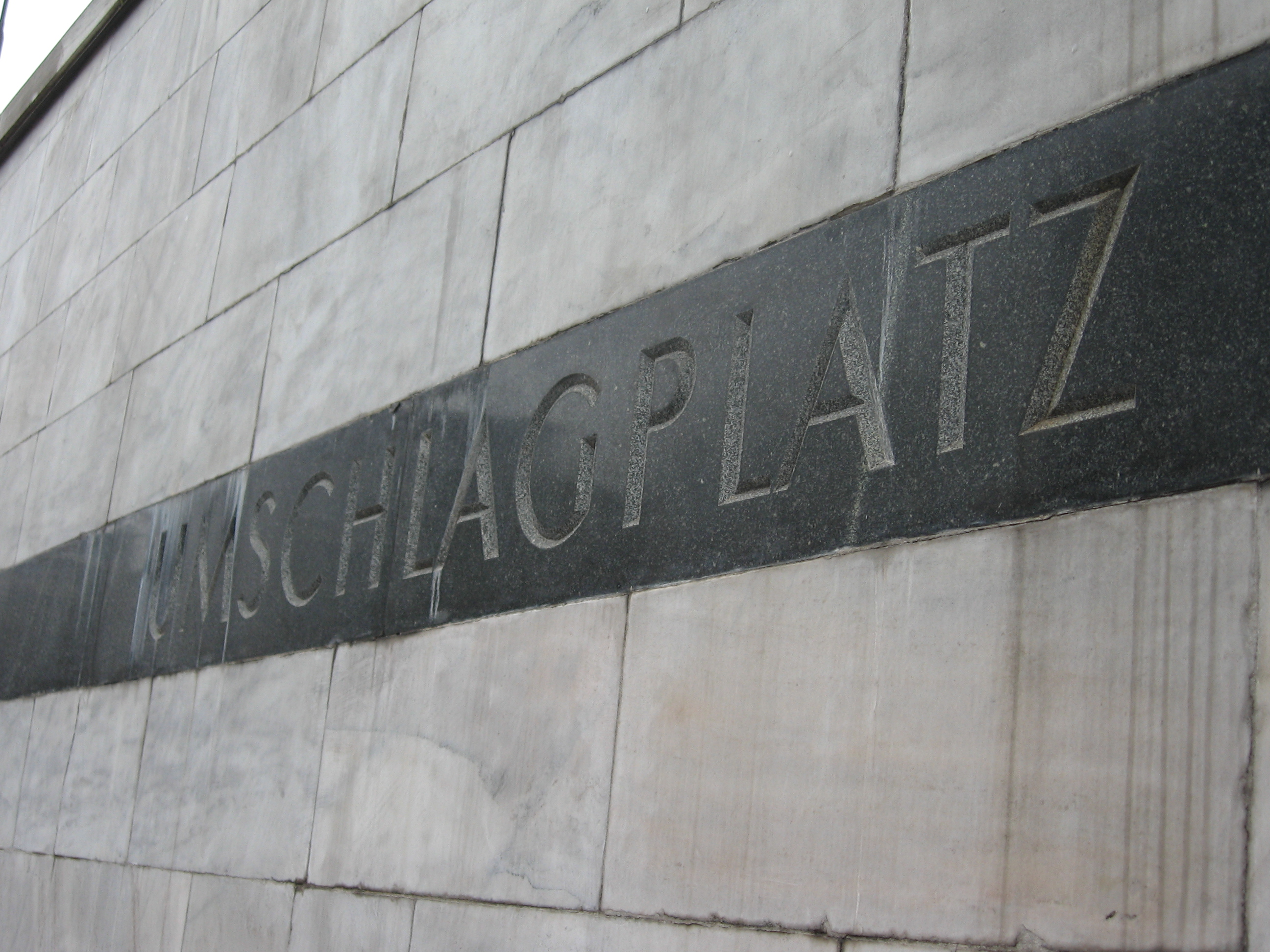
Mur extérieur du mémorial de l'Umschlagplatz, à Varsovie. On y lit le nom de ce lieu de départ de la déportation.

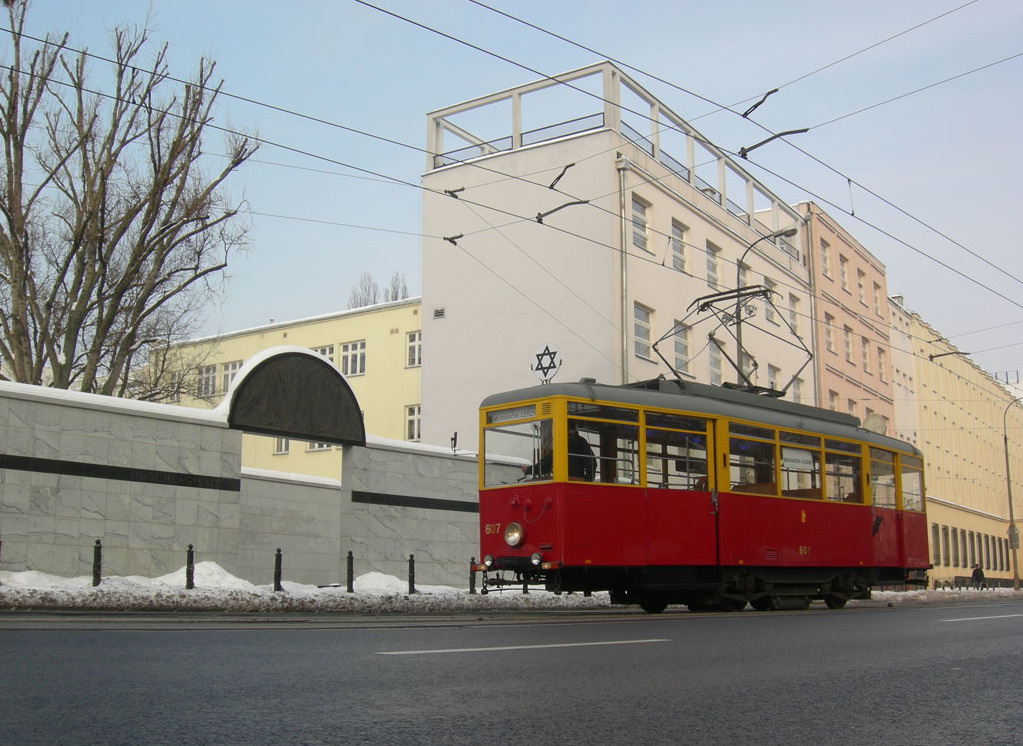
Le tramway du ghetto devant le monument de l'ancienne gare de transbordement de Umschlagplatz

L'Umschlagplatz est la place du ghetto de Varsovie (et plus généralement, des ghettos) d'où partaient les convois de déportation des Juifs vers le camp d'extermination de Treblinka et les camps du district de Lublin, en 1942 et 1943, pendant l'occupation allemande. Le nom signifie en français « place de transbordement ».

## Historique
Cette place située à l'extrémité du ghetto, rue Stawki est constituée de la partie ouest de la gare Warszawa Gdańska, aménagée en point de rassemblement et d'embarquement à destination du camp d'extermination de Treblinka situé à 80 km à l'est. Elle est fermée par des murs élevés sauf un étroit passage gardé par des gendarmes. Par cette porte on fait entrer les juifs, « désarmés et impuissants », qui présentent leurs papiers et sont alors sélectionnés : les actifs des ateliers sont envoyés à droite, les autres dirigés vers la place, trois grands bâtiments scolaires de 3 étages. Ils peuvent y attendre jusqu'à trois jours la déportation, dans des conditions sanitaires déplorables : absence d'eau, toilettes bouchées, « boue immonde et gluante couvrant le sol ».
La déportation des Juifs du ghetto par l'Umschlagplatz commence le 23 juillet 1942 et se poursuit sur près d'une année, au rythme de 6 000 personnes par jour en moyenne, jusqu'à l'insurrection du ghetto.
Au début, les nazis font appel aux « volontaires » : indigents, vieillards... qui se présentent d'eux-mêmes sur la place. Selon un survivant, « sur la place de triage, chaque volontaire reçoit 3 kg de pain et 1 kg de marmelade. Il est en outre promis aux volontaires que les familles ne seraient pas séparées. Et il y a beaucoup de ces volontaires », surtout parmi les plus miséreux pour qui 3 kg de pain étaient une aubaine.
La police juive y sert d'auxiliaire de la déportation, mais des Juifs parviennent parfois à s'enfuir, avec l'aide, par exemple, d'infirmiers comme Marek Edelman, un des dirigeants de l'Organisation juive de combat,.
Plus de 270 000 Juifs sont déportés à partir de cette place.